# Patrick Wilson (attore statunitense)
Patrick Joseph Wilson (Norfolk, 3 luglio 1973) è un attore, cantante e musicista statunitense, che lavora in campo teatrale, televisivo e cinematografico.
Ha iniziato la sua carriera come protagonista in vari musical di Broadway, ottenendo due candidature al Tony Award per i suoi ruoli in The Full Monty (2000-2001) e Oklahoma! (2002). Nel 2003 è apparso nella miniserie della HBO Angels in America per il quale è stato candidato ad un Golden Globe e un Emmy Award come miglior attore non protagonista in una miniserie.
Wilson è apparso in film come Il fantasma dell'opera (2004), Little Children (2006), Watchmen (2009), Insidious (2010), Il buongiorno del mattino (2010), Aquaman (2018) e Aquaman e il regno perduto (2023). Dal 2013 interpreta inoltre il demonologo Ed Warren nella saga horror The Conjuring. Infine ha interpretato l'astronauta Brian Harper nel film Moonfall (2022).
Per la televisione ha recitato nella serie drammatica della CBS A Gifted Man (2011-2012) e nella seconda stagione della serie antologica Fargo (2015), per il quale ha ottenuto la seconda candidatura al Golden Globe come miglior attore in una miniserie o film per la televisione.

## Biografia
Nato a Norfolk, in Virginia, figlio di Mary Kay Burtonn, insegnante di canto e cantante professionista, e di un anchorman in pensione della WTVT a Tampa, Florida. La sua famiglia ha origini inglesi con lontane ascendenze gallesi, scozzesi e tedesche. Ha due fratelli maggiori, Mark e Paul. Si diploma alla Shorecrest Preparatory School a St. Petersburg, Florida in seguito studia alla Carnegie Mellon University a Pittsburgh, in Pennsylvania.
Da adolescente ha iniziato a cantare nel coro diretto da sua madre, ma ha preso le prime vere lezioni di canto quando entrò alla Carnegie Mellon University. All'università ha vinto il Charles Willard Award per l'eccellenza in teatro musicale, prima di ottenere il Bachelor of Fine Arts in drammaturgia. Terminati gli studi è apparso in produzioni regionali di Sweet Bird of Youth, Romeo and Juliet: The Musical e Lucky in the Rain.
Nel 2005 sposa l'attrice polacca Dagmara Domińczyk, con la quale ha avuto due figli: Kalin Patrick Wilson (23 giugno 2006) e Kassian McCarrell Wilson (9 agosto 2009). La famiglia Wilson risiede a Montclair, New Jersey.

## Carriera

### 1995-2003: Ruoli teatrali eAngels in America
Nel 1995, Wilson ha fatto il suo debutto come attore nel ruolo di Chris nella produzione statunitense di Miss Saigon. L'anno seguente, ha interpretato Billy Bigelow nel tour nazionale di Carousel. Successivamente ottiene un ruolo nella produzione off-Broadway di Bright Lights, Big City (1999) e debutta dei teatri di Broadway in The Full Monty (2000), interpretando Jerry Lukowski. Per la sua interpretazione è stato candidato per il Tony Award e al Drama Desk Award come miglior attore in un musical.
Nel 2001 ottiene il suo primo ruolo cinematografico nel film indipendente My Sister's Wedding, che però non è mai stato distribuito. Ha cantato On the Street Where You Live da My Fair Lady durante la cerimonia di premiazione per Julie Andrews, quando l'attrice ha ricevuto il Kennedy Center Honors nel 2001. Nel 2002, per la sua interpretazione di Curly nella produzione di Broadway di Oklahoma! ha ricevuto il plauso della critica e ha ricevuto per la seconda volta la candidatura al Tony Award e Drama Desk Award come miglior attore in un musical.
Nel 2003 recita nella miniserie televisiva Angels in America, tratta dall'opera teatrale Angels in America - Fantasia gay su temi nazionali di Tony Kushner. Per la sua interpretazione di Joe Pitt, avvocato repubblicano e mormone, segretamente omosessuale, ottiene una candidatura al Golden Globe e agli Emmy Awards come miglior attore non protagonista. La miniserie è diretta da Mike Nichols e lo vede recitare al fianco di Al Pacino e Meryl Streep.

### Ruoli cinematografici e televisivi

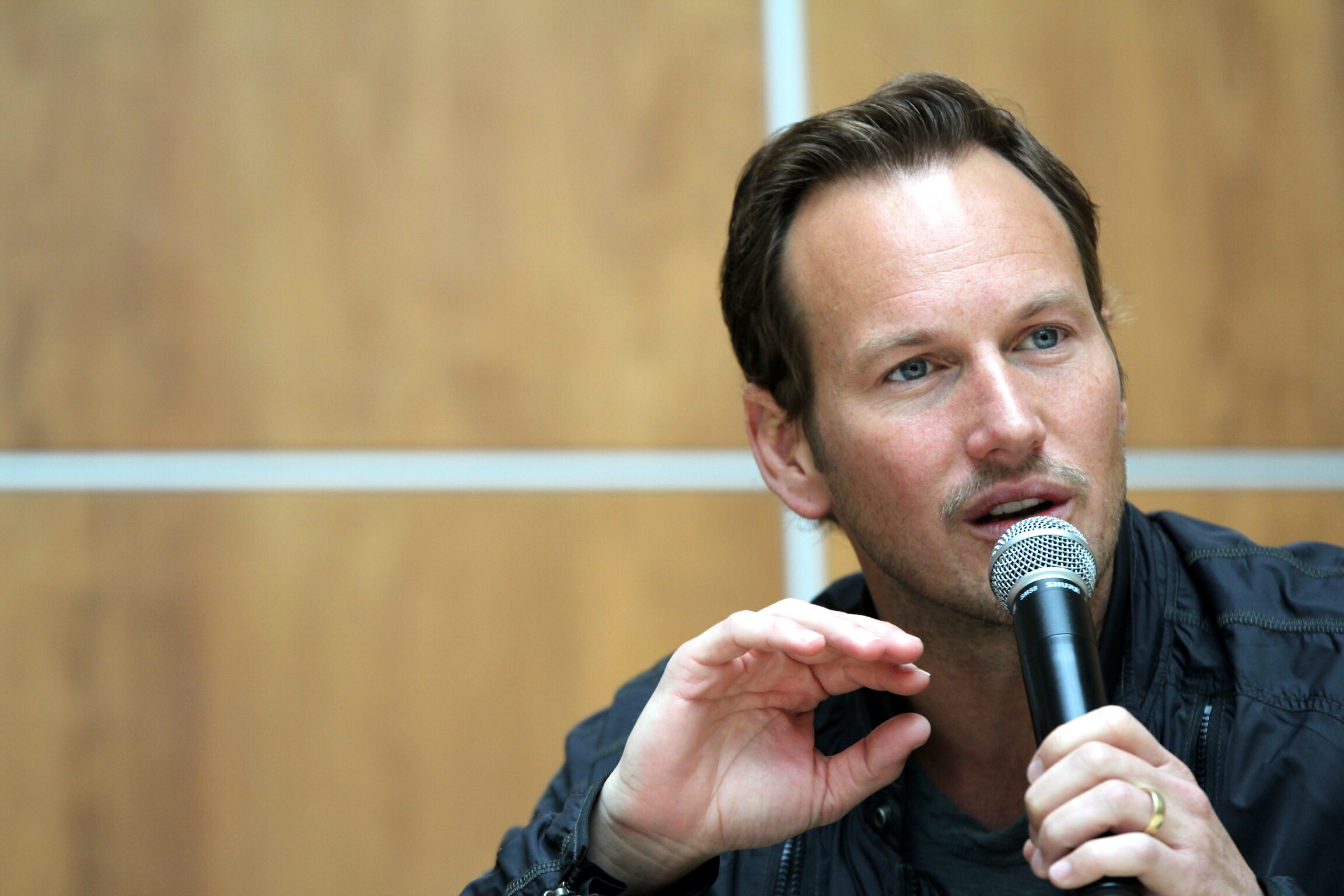
Patrick Wilson al Montclair Film Festival 2014

Nel 2004 ottiene i primi ruoli cinematografici, interpreta il ruolo di William B. Travis in Alamo - Gli ultimi eroi e si fa notare nel musical Il fantasma dell'opera, dove interpreta il visconte Raoul de Chagny. Nel 2005 interpreta il controverso ruolo di un pedofilo nel thriller Hard Candy al fianco di Ellen Page. Nel 2006 viene apprezzato nel pluripremiato Little Children, candidato a tre premi Oscar. Nel 2007 recita con un cast quasi tutto al femminile in Un amore senza tempo di Lajos Koltai. Nello stesso anno prende parte al film indipendente Purple Violets di Edward Burns.
Nel 2008 è co-protagonista del thriller La terrazza sul lago, dove interpreta il marito in una coppia vittima delle persecuzioni di un poliziotto, interpretato da Samuel L. Jackson, che disapprova la loro unione interrazziale. Nello stesso anno recita al fianco di Anne Hathaway nel thriller Passengers - Mistero ad alta quota.
Nel 2009 è Daniel Dreiberg, il secondo Gufo Notturno in Watchmen, di Zack Snyder, trasposizione cinematografica dell'omonima miniserie a fumetti di Alan Moore e Dave Gibbons. L'anno seguente interpreta l'antagonista Lynch in A-Team, film basato sull'omonima serie televisiva degli anni ottanta.
Nell'ottobre 2010 ha cantato God Bless America allo Yankee Stadium, durante il settimo inning della partita del campionato di American League tra i Texas Rangers e i New York Yankees. A novembre 2010, sempre allo Yankee Stadium, ha cantato l'inno nazionale statunitense prima della partita tra Army Black Knights football e Notre Dame Fighting Irish football.
Nel 2010 è protagonista del film indipendente Barry Munday - Papà all'improvviso, storia di un uomo che si risveglia in ospedale scoprendo che gli sono stati asportati i testicoli. Tra il settembre 2011 e il marzo 2012 è stato protagonista della serie televisiva della CBS A Gifted Man. Recita nel drammatico Punto d'impatto con Charlie Hunnam, Liv Tyler e Terrence Howard e affianca Charlize Theron in Young Adult di Jason Reitman.
Nel 2011 inizia una collaborazione con il regista James Wan, da cui viene diretto nell'horror Insidious e nel sequel del 2013 Oltre i confini del male - Insidious 2. Viene diretto da Wan anche in L'evocazione - The Conjuring, dove interpreta il ruolo del ricercatore del paranormale Ed Warren. Nello stesso periodo ottiene una piccola parte nel film di Ridley Scott Prometheus.
Nel marzo del 2004, Wilson aveva firmato per un ruolo non specificato nel film del Marvel Cinematic Universe Ant-Man, ma ha dovuto rinunciare al ruolo a causa di conflitti di programmazione per i ritardi di produzione del film.
Nel 2014 recita nella commedia nera Let's Kill Ward's Wife, esordio alla regia di Scott Foley, di cui è anche produttore. Sempre nel 2014 viene diretto nuovamente da Joe Carnahan nel thriller d'azione Stretch - Guida o muori, che lo aveva già diretto in A-Team. L'anno successivo recita nel western indipendente Bone Tomahawk con Kurt Russell e Matthew Fox.
Nel 2015 è tra i protagonisti della seconda stagione della serie antologica Fargo, per il quale ha ottenuto la seconda candidatura al Golden Globe come miglior attore in una miniserie o film per la televisione.
Wilson ha ottenuto il ruolo del villain Ocean Master nel sesto film del DC Extended Universe dedicato al personaggio di Aquaman, uscito nel 2018. Nel 2019 torna a vestire i panni di Edward Warren nel film Annabelle 3, oltre ad apparire in svariati altri film. Completate le riprese di The Conjuring - Per ordine del diavolo, la cui uscita è prevista per il 2021, l'attore annuncia inoltre il suo esordio da regista nel film Insidious 5, il quale sarà un sequel diretto del secondo film della saga di Insidious e vedrà la partecipazione di Wilson anche come attore.

## The Wilson Van

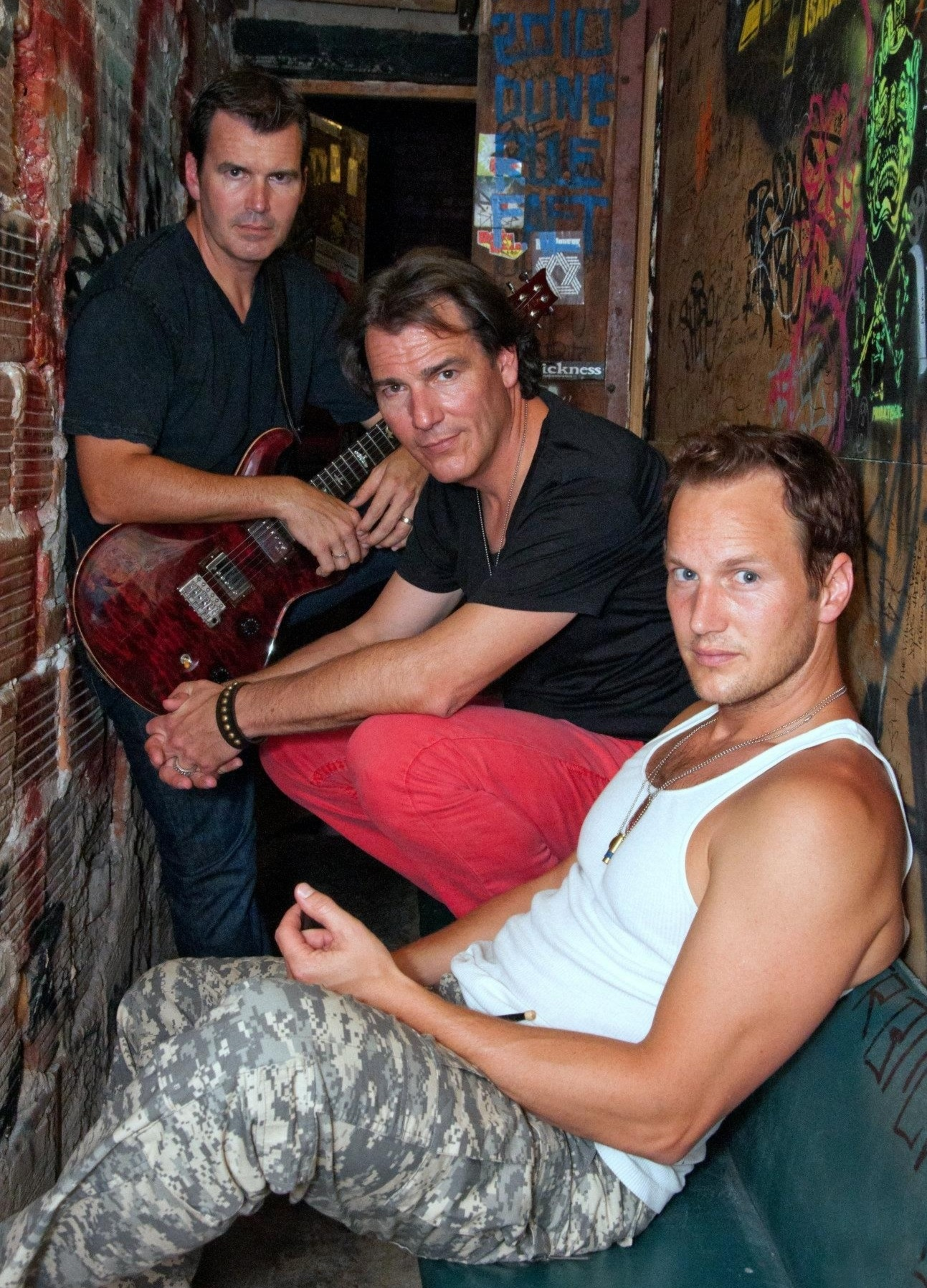
Patrick Wilson assieme ai fratelli Mark e Paul nel 2015

Wilson è cantante e batterista, del gruppo The Wilson Van, fondato assieme ai fratelli Mark e Paul. Paul possiede un'agenzia pubblicitaria e Mark è un anchorman televisivo, ma un paio di volte l'anno i tre fratelli, assieme a diversi amici musicisti, si esibiscono in cover classiche e anche brani originali per raccogliere fondi per varie organizzazioni no profit.
Inizialmente si chiamavano Van Wilson, un cenno scherzoso ad una delle band rock più famose che li hanno ispirati, ma nel 2012 hanno deciso di rinominare la band in The Wilson Van. Da allora hanno tenuto vari concerti per raccogliere fondi per varie associazioni; nel 2012 hanno raccolto 30.000 dollari per la "Paws For Patriots", un programma che fornisce cani guida per soldati feriti. Nel gennaio del 2013, si sono esibiti al Hard Rock Cafe di Tampa raccogliendo di più di 10.000 dollari per l'associazione "Hope For The Warriors", nel maggio del 2014 hanno raccolto 15.000 dollari per la Gold Shield Foundation, che offre borse di studio alle famiglie di soldati feriti o caduti in missione.
I fratelli Wilson hanno fondato la Wilson Family Foundation, Inc., un'associazione no-profit che cerca di aiutare i veterani feriti, fornisce borse di studio per gli studenti di musica in difficoltà e fa beneficenza per ospedali pediatrici.

## Filmografia

### Attore

#### Cinema
- My Sister's Wedding, regia di David W. Leitner (2001)
- Alamo - Gli ultimi eroi (The Alamo), regia di John Lee Hancock (2004)
- Il fantasma dell'opera (The Phantom of the Opera), regia di Joel Schumacher (2004)
- Hard Candy, regia di David Slade (2005)
- Little Children, regia di Todd Field (2006)
- Correndo con le forbici in mano (Running with Scissors), regia di Ryan Murphy (2006)
- Brothers Three: An American Gothic, regia di Paul Kampf (2007)
- Un amore senza tempo (Evening), regia di Lajos Koltai (2007)
- Purple Violets, regia di Edward Burns (2007)
- Life in Flight, regia di Tracey Hecht (2007)
- La terrazza sul lago (Lakeview Terrace), regia di Neil LaBute (2008)
- Passengers - Mistero ad alta quota (Passengers), regia di Rodrigo García (2008)
- Watchmen, regia di Zack Snyder (2009)
- A-Team (The A-Team), regia di Joe Carnahan (2010)
- Barry Munday - Papà all'improvviso (Barry Munday), regia di Chris D'Arienzo (2010)
- Due cuori e una provetta (The Switch), regia di Will Speck e Josh Gordon (2010)
- Il buongiorno del mattino (Morning Glory), regia di Roger Michell (2010)
- Insidious, regia di James Wan (2010)
- Punto d'impatto (The Ledge), regia di Matthew Chapman (2011)
- Young Adult, regia di Jason Reitman (2011)
- Prometheus, regia di Ridley Scott (2012)
- L'evocazione - The Conjuring (The Conjuring), regia di James Wan (2013)
- Oltre i confini del male - Insidious 2 (Insidious: Chapter 2), regia di James Wan (2013)
- Jack Strong, regia di Władysław Pasikowski (2014)
- Space Station 76, regia di Jack Plotnick (2014)
- Stretch - Guida o muori (Stretch), regia di Joe Carnahan (2014)
- I segreti di Big Stone Gap (Big Stone Gap), regia di Adriana Trigiani (2014)
- Let's Kill Ward's Wife, regia di Scott Foley (2014)
- Zipper, regia di Mora Stephens (2015)
- Home Sweet Hell, regia di Anthony Burns (2015)
- Bone Tomahawk, regia di S. Craig Zahler (2015)
- Vicolo cieco (A Kind of Murder), regia di Andy Goddard (2016)
- The Hollow Point, regia di Gonzalo López-Gallego (2016)
- The Conjuring - Il caso Enfield (The Conjuring 2), regia di James Wan (2016)
- The Founder, regia di John Lee Hancock (2016)
- Insidious - L'ultima chiave (Insidious: The Last Key), regia di Adam Robitel (2018)
- L'uomo sul treno - The Commuter (The Commuter), regia di Jaume Collet-Serra (2018)
- Nightmare Cinema, registi vari (2018)
- The Nun - La vocazione del male (The Nun), regia di Corin Hardy (2018) – cameo
- Aquaman, regia di James Wan (2018)
- Annabelle 3 (Annabelle Comes Home), regia di Gary Dauberman (2019)
- Nell'erba alta (In the Tall Grass), regia di Vincenzo Natali (2019)
- The Assistant, regia di Kitty Green (2019)
- Midway, regia di Roland Emmerich (2019)
- The Conjuring - Per ordine del diavolo (The Conjuring: The Devil Made Me Do It), regia di Michael Chaves (2021)
- Moonfall, regia di Roland Emmerich (2022)
- Insidious - La porta rossa (Insidious: The Red Door), regia di Patrick Wilson (2023)
- The Nun II, regia di Michael Chaves (2023) - cameo
- Aquaman e il regno perduto (Aquaman and the Lost Kingdom), regia di James Wan (2023)
- The Conjuring - Il rito finale (The Conjuring - Last Rites), regia di Michael Chaves (2025)
- Jay Kelly, regia di Noah Baumbach (2025)

#### Televisione
- Angels in America – miniserie TV, 6 episodi (2003)
- A Gifted Man – serie TV, 16 episodi (2011-2012)
- Fargo – serie TV, 10 episodi (2015)
- Girls – serie TV, 2 episodi (2013-2017)
- The Other Two – serie TV, 1 episodio (2019)

### Produttore
- Let's Kill Ward's Wife, regia di Scott Foley (2014)

### Doppiatore
- American Dad! – serie animata, 1 episodio (2009)
- Watchmen: The End Is Nigh – videogioco (2009)
- Batman v Superman: Dawn of Justice, regia di Zack Snyder (2016)

### Regista
- Insidious - La porta rossa (Insidious: The Red Door) (2023)

## Teatro
- Miss Saigon (1995)
- Carousel (1996)
- Bright Lights, Big City (1999)
- The Gershwins' Fascinating Rhythm (1999)
- Tenderloin (2000)
- The Full Monty (2000-2001)
- Oklahoma! (2002)
- Something Good (2002)
- A piedi nudi nel parco (Barefoot in the Park) (2006)
- All My Sons (2008-2009)
- Guys and Dolls (2014)

## Doppiatori italiani
Nelle versioni in italiano delle opere in cui ha recitato, Patrick Wilson è stato doppiato da:
- Massimiliano Manfredi in A-Team, Il buongiorno del mattino, L'evocazione - The Conjuring, The Conjuring - Il caso Enfield, Vicolo cieco, The Nun - La vocazione del male, Annabelle 3, The Conjuring - Per ordine del diavolo, Millers in Marriage
- Riccardo Rossi in Hard Candy, La terrazza sul lago, Insidious, Oltre i confini del male - Insidious 2, Insidious - L'ultima chiave, Insidious - La porta rossa
- Christian Iansante in Passengers - Mistero ad alta quota, Due cuori e una provetta, A Gifted Man, Girls, Home Sweet Hell, Stretch - Guida o muori
- Alessio Cigliano in Little Children, The Founder, L'uomo sul treno - The Commuter, Midway, Moonfall
- Loris Loddi in Purple Violets, Watchmen, Fargo, Bone Tomahawk
- Simone D'Andrea in Alamo - Gli ultimi eroi, Young Adult
- Gabriele Sabatini in Aquaman, Aquaman e il regno perduto
- Francesco Bulckaen in Il fantasma dell'opera[16]
- Fabio Boccanera in Angels in America
- Vittorio Guerrieri in Un amore senza tempo
- Nicola Braile in Prometheus
- Paolo De Santis in Punto d'impatto
- Paolo Buglioni in Space Station 76
- Riccardo Scarafoni in Nell'erba alta

Da doppiatore è sostituito da:
- Andrea Lavagnino in Batman v Superman: Dawn of Justice

## Premi e riconoscimenti

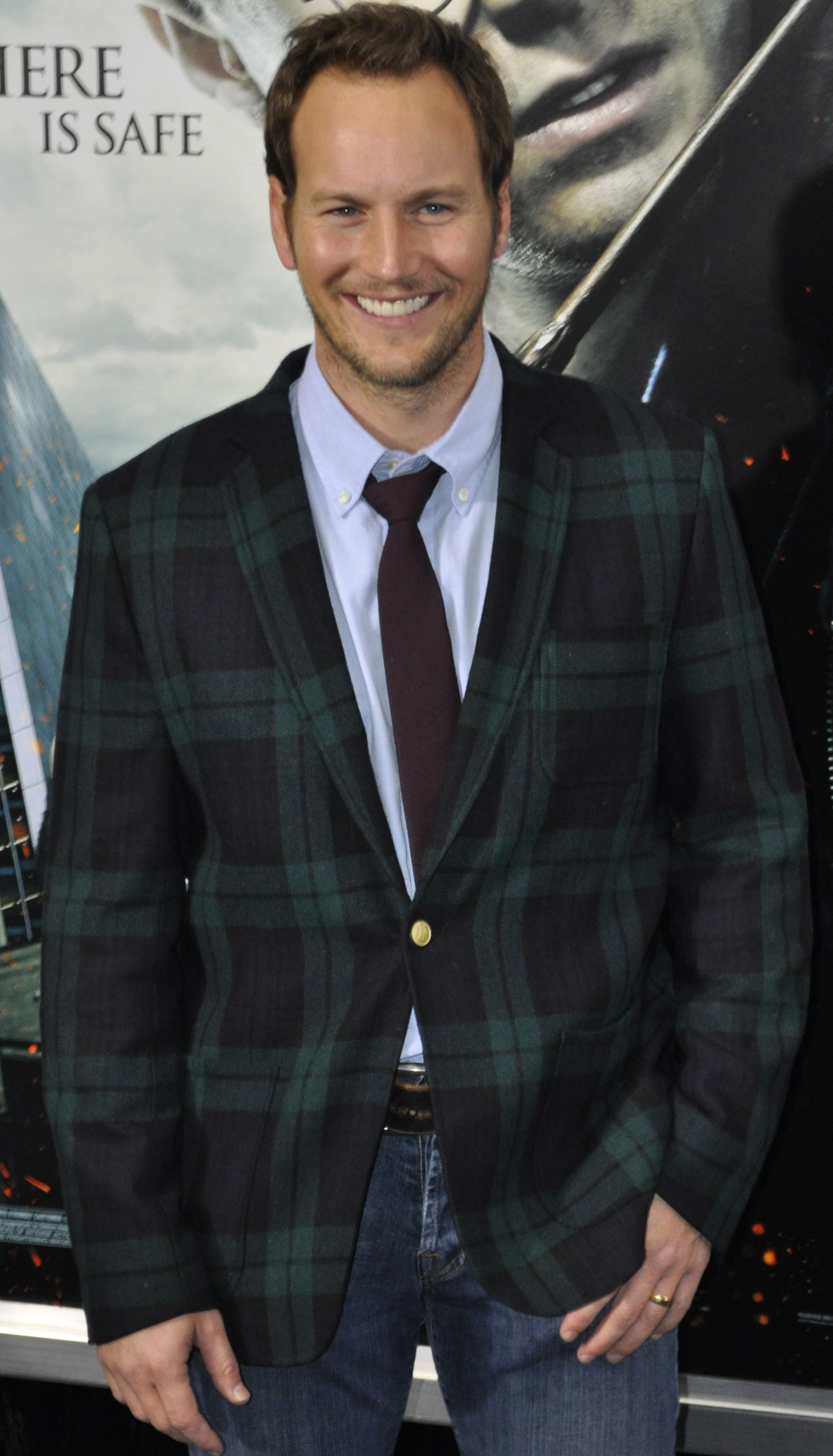
Patrick Wilson a New York nel novembre 2010

### Cinema e televisione
- 2004 - Golden Globe
  - Candidatura per il Miglior attore non protagonista in una serie, miniserie o film per la televisione per Angels in America
- 2004 - Emmy Award
  - Candidatura per il Migliore attore non protagonista in una miniserie o film per la televisione per Angels in America
- 2004 - Satellite Award
  - Candidatura per il Miglior attore non protagonista in una serie, miniserie o film per la televisione per Angels in America
- 2005 - Satellite Award
  - Candidatura per il Miglior attore non protagonista in film commedia o musicale per Il fantasma dell'opera
- 2006 - Young Hollywood Awards
  - Miglior interpretazione maschile per Little Children
- 2006 - Satellite Award
  - Candidatura per il Miglior attore in film drammatico per Little Children
- 2011 - Scream Award
  - Candidatura per il Miglior attore horror per Insidious
- 2013 - Critics' Choice Television Award
  - Candidatura per la Miglior guest star in una serie commedia per Girls
- 2016 - Golden Globe
  - Candidatura per il Miglior attore in una miniserie o film per la televisione per Fargo
- 2016 - Critics' Choice Television Award
  - Candidatura per il Miglior attore in una miniserie o film per la televisione per Fargo

### Teatro
- 1999 - Drama Desk Award
  - Candidatura per il Miglior attore in un musical per Bright Lights Big City
- 2001 - Drama Desk Award
  - Candidatura per il Miglior attore in un musical per The Full Monty
- 2001 - Tony Award
  - Candidatura per il Miglior attore in un musical per The Full Monty
- 2002 - Drama Desk Award
  - Candidatura per il Miglior attore in un musical per Oklahoma!
- 2002 - Tony Award
  - Candidatura per il Miglior attore in un musical per Oklahoma!